# Devonport, Tasmania
Devonport là một thành phố thuộc bang Tasmania, Úc.

## Địa lý

### Khí hậu
Devonport có khí hậu Địa Trung Hải (phân loại khí hậu Köppen Csb), giáp với khí hậu đại dương (phân loại khí hậu Köppen Cfb). Mùa hè tại thành phố ôn hòa và ấm áp trong khi mùa đông mát mẻ và ẩm ướt.
| Dữ liệu khí hậu của Sân bay Devonport         | Dữ liệu khí hậu của Sân bay Devonport | Dữ liệu khí hậu của Sân bay Devonport | Dữ liệu khí hậu của Sân bay Devonport | Dữ liệu khí hậu của Sân bay Devonport | Dữ liệu khí hậu của Sân bay Devonport | Dữ liệu khí hậu của Sân bay Devonport | Dữ liệu khí hậu của Sân bay Devonport | Dữ liệu khí hậu của Sân bay Devonport | Dữ liệu khí hậu của Sân bay Devonport | Dữ liệu khí hậu của Sân bay Devonport | Dữ liệu khí hậu của Sân bay Devonport | Dữ liệu khí hậu của Sân bay Devonport | Dữ liệu khí hậu của Sân bay Devonport |
| Tháng                                         | 1                                     | 2                                     | 3                                     | 4                                     | 5                                     | 6                                     | 7                                     | 8                                     | 9                                     | 10                                    | 11                                    | 12                                    | Năm                                   |
| --------------------------------------------- | ------------------------------------- | ------------------------------------- | ------------------------------------- | ------------------------------------- | ------------------------------------- | ------------------------------------- | ------------------------------------- | ------------------------------------- | ------------------------------------- | ------------------------------------- | ------------------------------------- | ------------------------------------- | ------------------------------------- |
| Cao kỉ lục °C (°F)                            | 33.2 (91.8)                           | 30.6 (87.1)                           | 29.0 (84.2)                           | 24.9 (76.8)                           | 20.7 (69.3)                           | 18.8 (65.8)                           | 16.7 (62.1)                           | 18.1 (64.6)                           | 20.0 (68.0)                           | 24.8 (76.6)                           | 26.3 (79.3)                           | 30.9 (87.6)                           | 33.2 (91.8)                           |
| Trung bình ngày tối đa °C (°F)                | 21.2 (70.2)                           | 21.6 (70.9)                           | 20.3 (68.5)                           | 17.6 (63.7)                           | 15.3 (59.5)                           | 13.3 (55.9)                           | 12.7 (54.9)                           | 13.1 (55.6)                           | 14.1 (57.4)                           | 15.8 (60.4)                           | 17.7 (63.9)                           | 19.5 (67.1)                           | 16.9 (62.4)                           |
| Trung bình ngày °C (°F)                       | 16.7 (62.1)                           | 17.1 (62.8)                           | 15.6 (60.1)                           | 13.1 (55.6)                           | 11.1 (52.0)                           | 9.2 (48.6)                            | 8.7 (47.7)                            | 9.1 (48.4)                            | 10.1 (50.2)                           | 11.6 (52.9)                           | 13.4 (56.1)                           | 15.0 (59.0)                           | 12.6 (54.7)                           |
| Tối thiểu trung bình ngày °C (°F)             | 12.2 (54.0)                           | 12.6 (54.7)                           | 10.8 (51.4)                           | 8.6 (47.5)                            | 6.8 (44.2)                            | 5.1 (41.2)                            | 4.6 (40.3)                            | 5.0 (41.0)                            | 6.0 (42.8)                            | 7.3 (45.1)                            | 9.0 (48.2)                            | 10.5 (50.9)                           | 8.2 (46.8)                            |
| Thấp kỉ lục °C (°F)                           | 4.0 (39.2)                            | 4.3 (39.7)                            | 1.3 (34.3)                            | 0.5 (32.9)                            | −1.8 (28.8)                           | −1.9 (28.6)                           | −2.2 (28.0)                           | −1.6 (29.1)                           | −2.0 (28.4)                           | −0.3 (31.5)                           | 0.6 (33.1)                            | 1.6 (34.9)                            | −2.2 (28.0)                           |
| Lượng mưa trung bình mm (inches)              | 41.4 (1.63)                           | 29.2 (1.15)                           | 38.1 (1.50)                           | 62.2 (2.45)                           | 67.5 (2.66)                           | 78.9 (3.11)                           | 88.1 (3.47)                           | 84.3 (3.32)                           | 74.4 (2.93)                           | 61.6 (2.43)                           | 55.4 (2.18)                           | 53.4 (2.10)                           | 734.5 (28.92)                         |
| Số ngày mưa trung bình (≥ 0.2 mm)             | 7.5                                   | 6.0                                   | 7.3                                   | 9.4                                   | 11.3                                  | 12.4                                  | 15.0                                  | 14.6                                  | 14.2                                  | 11.8                                  | 9.9                                   | 8.2                                   | 127.6                                 |
| Độ ẩm tương đối trung bình buổi chiều (%)     | 61                                    | 61                                    | 59                                    | 62                                    | 66                                    | 68                                    | 69                                    | 68                                    | 66                                    | 63                                    | 65                                    | 61                                    | 64                                    |
| Số giờ nắng trung bình tháng                  | 263.5                                 | 240.1                                 | 210.8                                 | 171.0                                 | 142.6                                 | 132.0                                 | 136.4                                 | 151.9                                 | 186.0                                 | 232.5                                 | 246.0                                 | 257.3                                 | 2.370,1                               |
| Nguồn 1: Cục Khí tượng Úc                     |                                       |                                       |                                       |                                       |                                       |                                       |                                       |                                       |                                       |                                       |                                       |                                       |                                       |
| Nguồn 2: Cục Khí tượng Úc (đo nắng 1981–1996) |                                       |                                       |                                       |                                       |                                       |                                       |                                       |                                       |                                       |                                       |                                       |                                       |                                       |

## Thành phố kết nghĩa
- Minamata, Nhật Bản[4] (1996)
- Thành phố Port Phillip, Victoria, Úc